# La Carte du cœur
Pour plus de détails, voir Fiche technique et Distribution.
La Carte du cœur ou Couples à la dérive au Québec (Playing by Heart) est un film américain réalisé par Willard Carroll (en), sorti en 1998.

## Synopsis
Ce film met en scène plusieurs personnages : Hannah et Paul, un couple sur le point de renouveler leurs vœux de mariage ; Meredith qui accepte un rendez-vous avec Trent ; Mildred au chevet de son fils Mark mourant du SIDA ; Keenan et Joan qui se rencontrent dans un night club ; Roger et Gracie vivant leur amour dans la clandestinité et enfin Hugh racontant ses déboires sentimentaux dans des bars.
C'est pendant huit jours à Los Angeles que le destin de ces personnages va évoluer en laissant apparaître plusieurs connexions entre leurs vies respectives.

## Fiche technique
- Titre original : Playing by Heart
- Titre français : La Carte du cœur
- Titre québécois : Couples à la dérive
- Réalisation : Willard Carroll
- Scénario : Willard Carroll
- Production : Willard Carroll, Meg Liberman, Thomas Wilhite
- Musique : John Barry
- Montage : Pietro Scalia
- Pays :  États-Unis
- Genre : Comédie dramatique, comédie romantique
- Durée : 121 min
- Date de sortie :
  - États-Unis : 22 janvier 1999
  - Royaume-Uni : 6 août 1999
  - France : 11 août 1999
- Couleur : DeLuxe
- Son : Dolby Digital

## Distribution
Légende : VF = Version Française[réf. nécessaire] et VQ = Version Québécoise
- Ellen Burstyn (VF : Françoise Pavy ; VQ : Diane Arcand) : Mildred
- Sean Connery (VF : Georges Berthomieu ; VQ : Yves Massicotte) : Paul
- Anthony Edwards (VF : Pascal Casanova ; VQ : Jacques Lavallée) : Roger
- Jay Mohr (VF : Tanguy Goasdoué ; VQ : François Godin) : Mark
- Gillian Anderson (VF : Caroline Beaune ; VQ : Claudine Chatel) : Meredith
- Angelina Jolie (VF : Marjorie Frantz ; VQ : Anne Dorval) : Joan
- Dennis Quaid (VF : Bernard Métraux ; VQ : Hubert Gagnon) : Hugh
- Gena Rowlands (VF : Catherine Sola ; VQ : Louise Rémy) : Hannah
- Jon Stewart (VF : Philippe Vincent ; VQ : Gilbert Lachance) : Trent
- Madeleine Stowe (VF : Anne Canovas ; VQ : Marie-Andrée Corneille) : Gracie
- Ryan Phillippe (VF : Dimitri Rataud ; VQ : Martin Watier) : Keenan